# Didaphne nigrilinea
Didaphne nigrilinea là một loài bướm đêm thuộc phân họ Arctiinae, họ Erebidae.